# Courier (lettertype)
Courier is een lettertype waarvan de tekens door een schrijfmachine lijken te zijn geschreven. Het is een monospace-lettertype, alle letters zijn even breed, het soort lettertype is een Egyptienne. Het ontwerp van het oorspronkelijke lettertype Courier New stamt uit de jaren 50. Het werd door IBM ontwikkeld om in schrijfmachines te worden gebruikt. Het lettertype werd een standaard voor alle soorten typemachines, omdat IBM het patent op het lettertype niet kon regelen. 
Courier wordt vooral in de IT-wereld gebruikt om tekst uit te typen waarin het belangrijk is dat alle tekens even breed zijn. Dit is onder meer het geval bij programmeercode. Voor bewerkbare tekstvelden in sommige browsers zoals Internet Explorer wordt daarom ook standaard Courier New gebruikt.
12 punts-Courier New werd tot 2004 gebruikt voor diplomatieke documenten van de Amerikaanse overheid. Sindsdien gebruikt men 14 punts-Times New Roman, omdat dit lettertype over het algemeen als moderner en leesbaarder wordt ervaren.
Courier New, 10 karakters per inch 12 punts, wordt vaak voor het schrijven van film- en tv-scenario's gebruikt. Hiermee komt men op een vuistregel van 1 minuut film per A4-pagina scenario, bij gebruik van de juiste interlinie en lay-out voor dialogen en indeling van de scène.